# Crisenoy
Crisenoy és un municipi francès, situat al departament de Sena i Marne i a la regió de Illa de França. L'any 2007 tenia 639 habitants.
Forma part del cantó de Nangis, del districte de Melun i de la Comunitat de comunes Brie des Rivières et Châteaux.

## Demografia

### Població
El 2007 la població de fet de Crisenoy era de 639 persones. Hi havia 235 famílies, de les quals 40 eren unipersonals (24 homes vivint sols i 16 dones vivint soles), 81 parelles sense fills, 106 parelles amb fills i 8 famílies monoparentals amb fills.
La població ha evolucionat segons el següent gràfic:
Habitants censats

### Habitatges
El 2007 hi havia 246 habitatges, 233 eren l'habitatge principal de la família, 3 eren segones residències i 11 estaven desocupats. 228 eren cases i 18 eren apartaments. Dels 233 habitatges principals, 192 estaven ocupats pels seus propietaris, 37 estaven llogats i ocupats pels llogaters i 4 estaven cedits a títol gratuït; 3 tenien una cambra, 8 en tenien dues, 23 en tenien tres, 49 en tenien quatre i 149 en tenien cinc o més. 188 habitatges disposaven pel capbaix d'una plaça de pàrquing. A 69 habitatges hi havia un automòbil i a 155 n'hi havia dos o més.

### Piràmide de població
La piràmide de població per edats i sexe el 2009 era:
| Homes | Edats   | Dones |
| ----- | ------- | ----- |
| 0     | 95 o +  | 0     |
| 4     | 90 a 94 | 0     |
| 0     | 85 a 89 | 0     |
| 4     | 80 a 84 | 4     |
| 4     | 75 a 79 | 8     |
| 8     | 70 a 74 | 12    |
| 4     | 65 a 69 | 4     |
| 0     | 60 a 64 | 0     |
| 20    | 55 a 59 | 12    |
| 40    | 50 a 54 | 32    |
| 32    | 45 a 49 | 32    |
| 20    | 40 a 44 | 32    |
| 28    | 35 a 39 | 28    |
| 16    | 30 a 34 | 28    |
| 20    | 25 a 29 | 16    |
| 12    | 20 a 24 | 12    |
| 16    | 15 a 19 | 24    |
| 16    | 10 a 14 | 12    |
| 32    | 5 a 9   | 44    |
| 24    | 0 a 4   | 12    |

## Economia
El 2007 la població en edat de treballar era de 430 persones, 340 eren actives i 90 eren inactives. De les 340 persones actives 324 estaven ocupades (166 homes i 158 dones) i 15 estaven aturades (6 homes i 9 dones). De les 90 persones inactives 28 estaven jubilades, 41 estaven estudiant i 21 estaven classificades com a «altres inactius».

### Ingressos
El 2009 a Crisenoy hi havia 223 unitats fiscals que integraven 627,5 persones, la mediana anual d'ingressos fiscals per persona era de 23.144 €.

### Activitats econòmiques
Dels 15 establiments que hi havia el 2007, 1 era d'una empresa extractiva, 1 d'una empresa de fabricació d'altres productes industrials, 3 d'empreses de construcció, 4 d'empreses de comerç i reparació d'automòbils, 1 d'una empresa d'hostatgeria i restauració, 1 d'una empresa d'informació i comunicació, 1 d'una empresa financera, 2 d'empreses de serveis i 1 d'una empresa classificada com a «altres activitats de serveis».
Dels 3 establiments de servei als particulars que hi havia el 2009, 2 eren fusteries i 1 restaurant.
L'any 2000 a Crisenoy hi havia 8 explotacions agrícoles.

## Equipaments sanitaris i escolars
El 2009 hi havia una escola elemental integrada dins d'un grup escolar amb les comunes properes formant una escola dispersa.

## Poblacions més properes
El següent diagrama mostra les poblacions més properes.